# Distrikt Cangallo
Der Distrikt Cangallo liegt in der Provinz Cangallo in der Region Ayacucho in Südzentral-Peru. Der Distrikt wurde am 19. November 1954 gegründet. Er besitzt eine Fläche von 184 km². Beim Zensus 2017 wurden 6008 Einwohner gezählt. Im Jahr 1993 lag die Einwohnerzahl bei 6193, im Jahr 2007 bei 6771. Sitz der Distrikt- und Provinzverwaltung ist die 2577 m hoch gelegene Kleinstadt Cangallo mit 2301 Einwohnern (Stand 2017). Diese liegt am Nordufer des nach Osten strömenden Río Pampas 53 km südlich der Regionshauptstadt Ayacucho.

## Geographische Lage
Der Distrikt Cangallo liegt im Andenhochland im äußersten Osten der Provinz Cangallo. Der Río Pampas begrenzt den Distrikt nach Süden. Der Río Mayobamba, rechter Quellfluss des Río Vischongo, begrenzt den Distrikt im Norden.
Der Distrikt Cangallo grenzt im Westen an die Distrikte María Parado de Bellido und Los Morochucos, im Norden an den Distrikt Chiara (Provinz Huamanga), im Osten an den Distrikt Vischongo (Provinz Vilcas Huamán) sowie im Süden an die Distrikte Colca, Huancapi und Alcamenca (alle drei in der Provinz Víctor Fajardo).

## Ortschaften
Neben dem Hauptort gibt es folgende größere Ortschaften im Distrikt:
- Pampa Cruz (282 Einwohner)
- Putica (472 Einwohner)